# Méharin
Méharin is een gemeente in het Franse departement Pyrénées-Atlantiques (regio Nouvelle-Aquitaine) en telt 261 inwoners (1999). De plaats maakt deel uit van het arrondissement Bayonne.

## Geografie
De oppervlakte van Méharin bedraagt 12,9 km², de bevolkingsdichtheid is 20,2 inwoners per km².
De onderstaande kaart toont de ligging van Méharin met de belangrijkste infrastructuur en aangrenzende gemeenten.

## Demografie
Onderstaande figuur toont het verloop van het inwonertal (bron: INSEE-tellingen).